# Умарбеков, Ульмас Рахимбекович
Ульмас Рахимбекович Умарбеков (узб. Ўлмас Умарбеков / Oʻlmas Umarbekov, 1934—1994) — узбекский писатель, драматург, киносценарист и переводчик, член Союза писателей СССР, лауреат Премии Ленинского комсомола Узбекской ССР (1971) и Государственной премии Узбекской ССР им. Хамзы (1980). Народный писатель Республики Узбекистан (1991), Заслуженный деятель искусств Узбекской ССР (1984).

## Биография
Родился 25 января 1934 в Ташкенте. Окончил отделение журналистики филологического факультета Ташкентского государственного университета. Печататься начал в конце 1950-х. Работал в комитете по телевидению и радиовещанию, с 1974 — директор киностудии «Узбекфильм»
Умер 10 ноября 1994 года в Ташкенте.
Осталась дочь Умида (Umida, родилась в 1979), о которой в своё время Ульмас Умарбеков написал повести «Любовь моя любимая» (Sevgim-sevgilim) и «Письма моей дочери» (Qizimga maktublar). На русский язык повести не переводились.

## Награды
- Орден «За бескорыстную службу» (2021, посмертно)[3]
- Орден «Знак Почёта» (19 мая 1981).
- Народный писатель Республики Узбекистан (1991)[1].
- Заслуженный деятель искусств Узбекской ССР (1984).
- Премия Ленинского комсомола Узбекской ССР (1971).
- Государственная премия Узбекской ССР имени Хамзы (1980).